# Герб Герцаївського району
Герб  Герцаївського району — офіційний символ Герцаївського району, Затверджений 13 березня 2013р. рішенням №12-14/13 XIV сесії районної ради VI скликання.

## Опис
Щит розтятий і напівперетятий. На першій червоній частині срібний кадуцей. На другій лазуровій собор. На третій зеленій золота флейта-най. Щит увінчано золотою територіальною короною і облямовано вінком із пшениці, кукурудзи та букових гілочок з горішками. На лазуровій девізній стрічці золотий напис "Герцаївський район".